# Грб Социјалистичке Републике Босне и Херцеговине
Грб Социјалистичке Републике Босне и Херцеговине усвојила је 31. децембра 1946. Народна скупштина Народне Републике Босне и Херцеговине. Заснован је на државном амблему ФНР Југославије.
Штит се састоји од два индустријска димњака (који представљају индустрију региона) и два класја пшенице (која представљају пољопривреду), које су обухваћене снопом зимзелених грана с десне стране и још једним од грана лишћара на лево, окружено црвеном траком. Изнад скупа налази се црвена звезда петокрака са златним обрубом (симбол социјализма).

## Историјат
Грб, заједно са заставом, Социјалистичке Републике Босне и Херцеговине усвојен је 31. децембра 1946. Опис грба био је сличан опису осталих југословенских република. Уређај је имао две стабљике пшенице укрштене испред обриса насеља са два фабричка димњака из којих излази дим. Око украсних грана и пшенице постоји црвени траг који се врти у спирали. На врху амблема је црвена звезда са златним оквиром. Црвена звезда симболизује тадашњи социјализам и комунизам Југославије.
Уређај представља индустрију коју је Босна и Херцеговина имала у то вријеме. Фабричке димнице показују индустрију неколико већих босанских, касније југословенских градова и њен витални утицај на економију. Све југословенске републике имале су сличне амблеме, али Босна и Херцеговина једина није приказивала националистичке симболе, представљајући њен мултиетнички састав.
Државни амблем Социјалистичке Републике Босне и Херцеговине био је потпуно исти као и претходни уређај Народне Републике Босне и Херцеговине и дефинисан је у њеном Уставу. Ово је био први амблем у историји региона Херцеговине и Босне који је био специфичан за цијелу модерну државу Босну и Херцеговину.